# 欣丘帕利亞山
18°37′44″S 68°39′38″W / 18.62889°S 68.66056°W
欣丘帕利亞山（Jinchupalla），是玻利維亞的山峰，位於該國奧魯羅省的薩瓦亞省，處於勞卡河以南，屬於安第斯山脈的一部分，海拔高度4,189米。